# Chelicerca rioensis
Chelicerca rioensis är en insektsart som beskrevs av Ross 2003. Chelicerca rioensis ingår i släktet Chelicerca och familjen Anisembiidae. Inga underarter finns listade i Catalogue of Life.